# Alfred Labouchere
Alfred Labouchere (født 19. januar 1867 i Amsterdam, død 24. januar 1953 i Zeist) var en nederlandsk fægter som deltog i de olympiske lege OL 1908 i London i den individuelle konkurrence i kårde og i OL 1928 i Amsterdam.